# Independencia (Táchira)
Independencia is een gemeente in de Venezolaanse staat Táchira. De gemeente telt 46.000 inwoners. De hoofdplaats is Capacho Nuevo.